# ONCF E 1400
Les E 1400 constituent une série de locomotives électriques des chemins de fer marocains.
Il s'agit de locomotives de type Prima II d'Alstom, particulièrement puissantes puisqu'elles développent 6 000 kW, soit environ 8100 ch, sous courant alternatif.
Leur vitesse de service est de 160 km/h.